# Життя на Меркурії

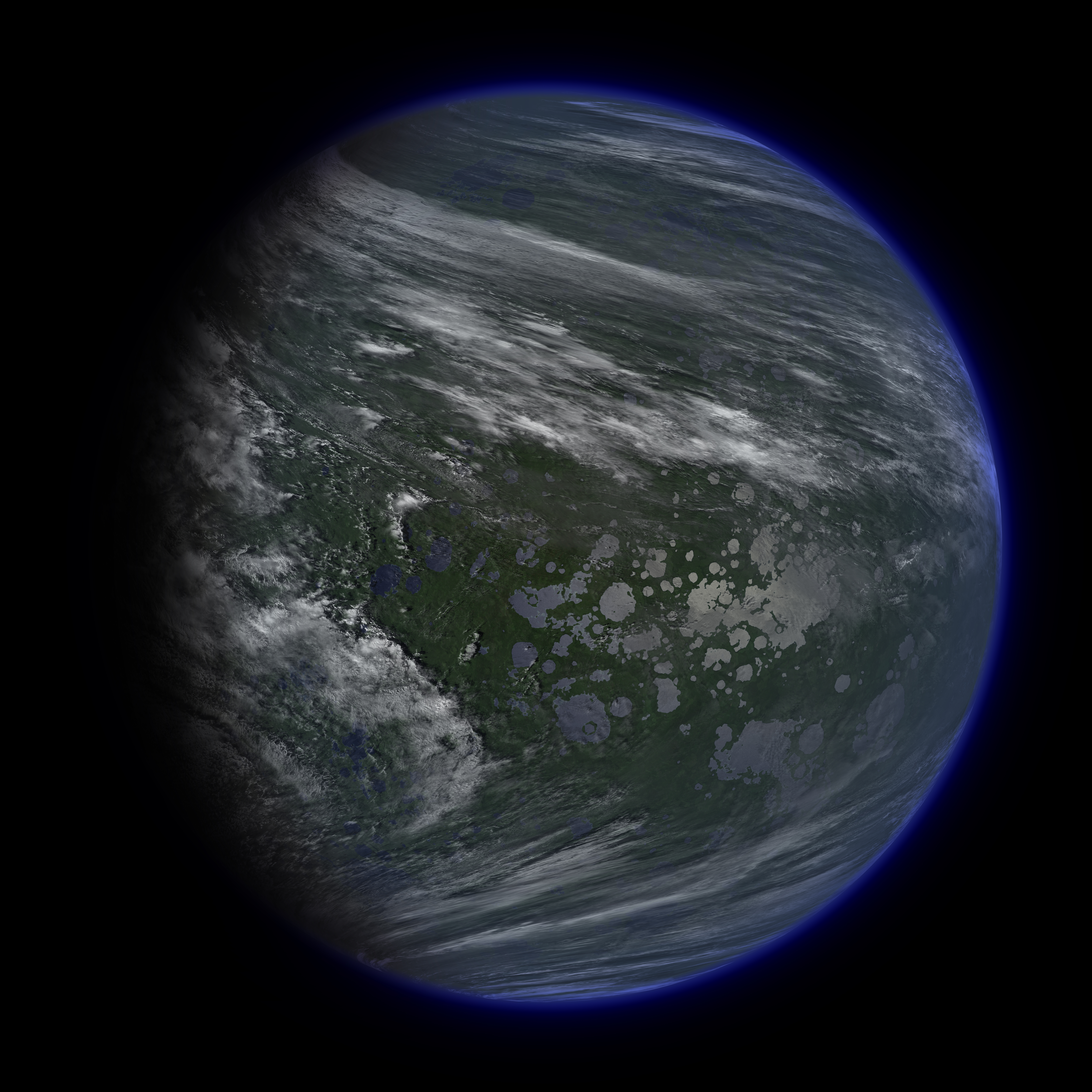
Так буде виглядати Меркурій з океанами і континентами.

Можливість існування життя на Меркурії обговорювалася десятиліттями. Меркурій знаходиться набагато ближче до Сонця, ніж будь-яка інша планета сонячної системи, його поверхня значно нагріта (вдень +297 °C, а вночі –178 °C), Меркурій не має щільної атмосфери — все це робить існування життя, подібного земному, дуже малоймовірним. Лише на полюсах планети є вода, яка утворилася внаслідок зіткнення з кометою, або астероїдом.[джерело?].

## Передумови

### Минуле
На початковому етапі існування Меркурій був дуже схожим із Землею. Меркурій — планета без атмосфери, температура якої може досягати 430 градусів за Цельсієм — можливо, колись містила під своєю поверхнею хімічні інгредієнти для життя.
Потрапляючи у тверду форму, ці ключові сполуки, можливо, нагрілися до газу під дією магми або впливу сонця і вирвалися з надр планети. Як крихка повітряна куля, що руйнується, поверхня Меркурія могла бути дестабілізована швидким виходом газу, утворюючи кратери, піки та тріщини, які все ще існують на Меркурії сьогодні.
Раніше вчені припускали, що так звана хаотична місцевість Меркурія була наслідком масивного удару астероїда на початку його історії — події, яка зламала більшу частину ландшафту планети і засипала її кам'янистими уламками.
Але після аналізу даних, зібраних космічним апаратом НАСА MESSENGER, який обертався навколо Меркурія між 2011 і 2015 роками, команда під керівництвом Алексіса Родрігеса з Інституту планетарних наук почала досліджувати альтернативні теорії.
Хоча невчасний візит астероїда, безумовно, змінив поверхню планети, дані команди показали, що зовнішній вигляд Меркурія продовжував змінюватися ще пару мільярдів років після удару космічного каменю, повідомляє Passant Rabie для Inverse. У деяких місцях місцевість також здавалося обрушилася всередину, до внутрішньої частини планети, ніби шар кори під ним просто зник — ніби з-під нього були вибиті ходулі, які тримають скелясту поверхню на місці, — автор дослідження Дебора Домінґе. розповідає New York Times.
Щоб узгодити хронологію еволюції поверхні Меркурія з його заглибленим виглядом, команда розробила нову гіпотезу. Один із можливих сценаріїв, як вони стверджують у статті, може включати існування летких хімічних речовин у корі планети. Летючі речовини — група, яка включає воду — це речовини, які при нагріванні можуть легко переходити з твердих тіл у рідкі чи газоподібні, що потенційно залишає за собою зяючі діри. У досить великих кількостях ці події випаровування можуть повалити будь-яку місцевість, яка може існувати над ними, можливо, змінивши форму поверхні планет у процесі.
На початку історії Меркурія тепло з внутрішньої частини планети, ймовірно, стимулювало цей процес, чому допомагало часте перебування на сонці. Походження летких речовин, з іншого боку, залишається загадкою, хоча деякі з хімічних речовин, можливо, були доставлені в результаті зіткнення астероїдів — те, що, на думку дослідників, сталося на Землі, згідно з заявою.
Якщо за безладним ландшафтом Меркурія дійсно стоїть летюча хімія, це може бути захоплюючим, оскільки вважають, що ці сполуки — особливо вода — відіграють велику роль у зародженні життя. Але сам по собі гарячий газ не гарантує багато. Теорія команди не гарантує, які типи летких речовин існували в земній корі, якщо вони взагалі коли-небудь існували, або чи вдалося їм об'єднатися таким чином, що зародило життя.
Але, можливо, є підстави для надії. Згідно з KJZZ, водяний лід був помічений на північному полюсі Меркурія, що підвищує ймовірність того, що життєво важлива сполука колись існувала і в інших місцях планети. Незважаючи на те, що температура поверхні Меркурія пекуча, в глибині душі, як вважають, усе м'якше і, можливо, більш припустимо для життя.
В інтерв'ю New York Times Пол Хейн, планетарний вчений з Університету Колорадо Боулдер, який не брав участі в дослідженні, залишається обережним. «У вас можуть бути тимчасові осередки високої активності води» під поверхнею планети, каже він. «Але я не думаю, що це той випадок, коли ми бачимо величезні водойми та підземні озера і тому подібне». Тим не менш, розширення цієї глави історії Меркурія може допомогти пошукам життя в інших місцях галактики.

### Сьогодення
Нині фізичні умови на Меркурії є без перебільшення екстремальними: його температура на поверхні складає в середньому +427 °C. Меркурій не має щільної атмосфери, тому вночі (на темному боці Меркурія) температура може опускатися до –183 °C. За даними КА «Мессенджер», Меркурій мав одного разу бактеріальне життя.

## Колонізація Меркурія
Учені аналізують колонізацію Меркурія. Колонізація космосу — гіпотетичне створення автономних людських поселень за межами Землі, тобто заселення планети, карликової планети чи іншого космічного тіла людьми, тваринами або рослинами. Космічна місія ЄКА і JAXA BepiColombo, як правило вийде на орбіту Меркурія 2025 року, і НАСА допоможе знайти ЄКА і JAXA знайти життя на Меркурії. Проте, в районі полюсів коливання температур при зміні дня й ночі будуть не так відчутні, як у будь-якому іншому місці на поверхні Меркурія.

### Способи тераформування Меркурія
Тераформування Меркурія являє собою незрівнянно більш важку задачу, ніж тераформування Місяця, Марса або Венери. Площа поверхні Меркурія становить 75 млн км², як Північна Америка і Євразія, А прискорення вільного падіння в середньому близько 3,7 м/с². Він здатний утримати щільну атмосферу, виготовлену з привізного матеріалу (водно-аміачні льоди). Найбільшими перешкодами на шляху тераформування Меркурія є його близьке положення до Сонця і вкрай повільне обертання навколо осі. Рівень сонячної енергії, що падає на поверхню Меркурія, дуже різний і залежно від пори року і широти становить від 0 (в кратерах на полюсах, які ніколи не бачать сонячного світла) до 11 кВт/м². При точно розрахованому бомбардуванні Меркурія астероїдами ці недоліки можуть бути усунені, але зажадають дуже великих витрат енергії і часу.[джерело?] Цілком ймовірно, у віддаленому майбутньому людство буде мати можливості зміщувати планети зі своїх орбіт. Найбільш переважно було б «підняти» орбіту Меркурія на 20-30 млн км від її нинішнього стану. Важливу роль в тераформуванні Меркурія може зіграти сонячна енергія, яку вже на сучасному етапі розвитку технологій можна ефективно використовувати. Меркурій — планета досить щільна і містить велику кількість металів (залізо, нікель), і, можливо, значну кількість ядерного палива (уран, торій), які можуть бути використані для освоєння планети. До того ж близькість Меркурія до Сонця дозволяє припускати наявність значних запасів гелію-3 в поверхневих породах.

## Інтернет-ресурси
- Atlas of Mercury. NASA. 1978. SP-423. Архів оригіналу за 9 жовтня 2019. Процитовано 17 січня 2021.
- Mercury nomenclature [Архівовано 13 лютого 2013 у WebCite] and map with feature names from the USGS/IAU Gazetteer of Planetary Nomenclature
- Equirectangular map of Mercury [Архівовано 20 травня 2016 у Wayback Machine.] by Applied Coherent Technology Corp
- 3D globe of Mercury [Архівовано 28 жовтня 2021 у Wayback Machine.] by Google